# Domino (album, Squeeze)
Domino je dvanácté studiové album anglické skupiny Squeeze. Vydáno bylo v listopadu roku 1998 společnos Quixotic Recordstí, což je společnost vedená jedním z členů kapely, Glennem Tilbrookem. Tilbrook byl zároveň producentem alba. Oproti předchozímu albu došlo ve skupině k personálním změnám – kromě dvou stálých členů (vedle Tilbrooka ještě Chris Difford) na albu hráli zcela noví členové, a sice Ashley Soan, Hilaire Penda a Christopher Holland. Domino je poslední deskou kapely až do roku 2010, kdy vyšlo album Spot the Difference, a zároveň posledním albem obsahujícím nové písně do roku 2015 (Cradle to the Grave).

## Seznam skladeb
Autory všech skladeb jsou Chris Difford a Glenn Tilbrook.
1. Play On – 3:39
2. Bonkers – 3:43
3. What's Wrong with This Picture? – 3:24
4. Domino – 4:34
5. To Be a Dad – 4:10
6. Donkey Talk – 4:27
7. Sleeping with a Friend – 4:55
8. Without You Here – 3:28
9. In the Morning – 3:34
10. A Moving Story – 3:11
11. Little King – 3:33
12. Short Break – 4:20

## Obsazení
Squeeze
- Chris Difford – zpěv, kytara
- Glenn Tilbrook – zpěv, kytara, klávesy, programování, smyčky
- Christopher Holland – klavír, varhany, klávesy, zpěv
- Hilaire Penda – baskytara
- Ashley Soan – bicí, zpěv

Ostatní hudebníci
- Jessica Rowan – zobcová flétna v „Play On“
- Sukie Green – zpěv v „To Be a Dad“
- Nick Harper – kytara v „A Moving Story“
- Jeff Harvey – zpěv v „Short Break“